# Most-City Center

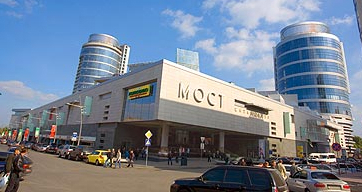
VARUS Most-City

Das Most-City Center (ukrainisch Мост-Сіті Центр) ist ein multifunktionaler Gebäude- und Hochhauskomplex in der ukrainischen Metropole Dnipro, der am 9. September 2006 eröffnet wurde.
Eigentümer ist die Alef Estate und Bauherr die OLVIA Construction Company, LTD. Der Komplex hat eine Gesamtfläche von 117.000 m² oder 11,7 ha welche hauptsächlich in einen Apartment- (18.000 m²), einen Business- (16.000 m²) und einen Einkaufs- und Vergnügungskomplex (66.000 m²) aufgeteilt ist.
Es befindet sich direkt im Zentrum und ist nur wenige Gehminuten von der Uferpromenade Dnipro und vom Dmytro-Jawornyzkyj-Prospekt entfernt.

## Einrichtungen
Das Gebäude enthält etliche Supermärkte und Geschäfte sowie Cafés und Restaurants. Zum Unterhaltungszentrum gehören zahlreiche Sporteinrichtungen wie beispielsweise eine Indoor-Eisbahn mit der Möglichkeit, benötigte Ausrüstung auszuleihen oder ein aus zwölf Bowlingbahnen bestehendes Bowlingzentrum und daneben ein Casino, ein Billardsaal und ein aus fünf Sälen bestehendes Multiplex-Kino. Dazu gehört auch ein Parkhaus für bis zu 800 Autos.

## Auszeichnungen
2010 wurde der Komplex mit dem Architekturpreis des Ukrainischen Staates (russisch Государственные премии Украины в области архитектуры) ausgezeichnet, wobei es in der Laudatio dazu unter anderem von Julia Saenko (russisch Юлия Саенко) Leiterin der Abteilung Architektur und Stadtplanung im Dniproer Stadtrat hies: "Es gibt nicht überall in der Ukraine solche Gebäudekomplexe, die ganze Stadtviertel einnehmen" und die zuständige staatliche Kommission lässt anmerken, dass: "Dnipropetrowsk sehr stark durch solche Gebäudekomplexe geprägt ist/wird und dies sehr unüblich für die gesamte Ukraine ist; Was jedoch ermöglicht das Erscheinungsbild vollständig zu verändern. Dnipropetrowsk ist wahrscheinlich die einzige (Groß-)Stadt der Ukraine die, nach der Unabhängigkeit, ihr gesamtes Erscheinungsbild vollständig geändert hat".